# Juan Francisco García García
Juan Francisco García García, més conegut com a Juanfran (València, 15 de juliol de 1976) és un exfutbolista professional valencià, que ocupava la posició de defensa. Posteriorment, ha fet d'entrenador de futbol.

## Trajectòria
Comença la seua carrera professional al Llevant UE, amb qui assoleix l'ascens a Segona Divisió. La temporada 96/97 destaca amb els granota a la categoria d'argent, sent titular, i a l'estiu del 1997 fitxa pel València CF, amb qui debuta a primera divisió el 31 d'agost de 1997, davant el RCD Mallorca.
Romandria dos anys a la disciplina dels de Mestalla, sense arribar a ser titular, en una defensa ja copada per noms com Carboni o Anglomà. En busca de minuts, la temporada 99/00 fitxa pel Celta de Vigo, que paga 4 milions d'euros al València. Durant cinc anys seria titular amb els gallecs. En eixos anys el Celta acarona els primers llocs de la taula, i participar en competicions europees. A les postres, a l'estiu del 2004 baixen a Segona Divisió.
Eixe any el valencià marxa al Beşiktaş JK turc, on no compta massa, i a l'any següent és cedit a l'Ajax d'Amsterdam. La temporada 06/07 hi retorna a la primera divisió espanyola, fitxat pel Reial Saragossa. És titular amb els aragonesos, amb qui baixa a Segona el 2008. Llavors el defensa recala a l'AEK Atenes.

## Internacional
Juanfran ha estat internacional amb la selecció espanyola en 11 ocasions, durant la seua etapa al Celta de Vigo. Va participar en el Mundial del 2002, on va disputar tres partits.

## Palmarès
- Copa del Rei: 1999
- Supercopa espanyola: 1999
- Copa holandesa: 2006